# فيغالتا سنداي
فيغالتا سنداي (باليابانية: ベガルタ仙台) هو نادي كرة قدم ياباني محترف يلعب حالياً في دوري الدرجة الأولى الياباني. الملعب البيتي للفريق هو ملعب يورتك سنداي في حي إيزومي-كو، سنداي. تم تأسيس النادي في سنة 1988.

## أهم اللاعبين الذين لعبوا للعين خلال تاريخه
- تياجو نيفيز
- الهمبرليتو بورخيس
- نيدسون رودريغيز دي سوزا
- بيير ليتبارسكي
- فرانك أوردنيفيتس
- غوسي سيدلوسكي
- مايكل ماكغلينشي
- ساتوشي أوتومو
- ريانغ يونغ غي
- سلوبودان دبييتش

## وصلات خارجية
- (باليابانية) الموقع الرسمي